# أولاد أمبارك (أحد بوموسى)
أولاد أمبارك هي إحدى مشيخات المملكة المغربية، تتبع جغرافيا لإقليم الفقيه بن صالح وإداريًا لأحد بوموسى. يقدر عدد سكانها بـ 25971 نسمة حسب الإحصاء الرسمي للسكان والسكنى لسنة 2004.